# Johannes Knapp
Johannes Knapp (* 13. März 1807 in Hof Gnadenthal bei Dauborn; † 13. August 1875 in Dauborn) war ein Gutsbesitzer, Besitzer einer Branntweinbrennerei und Mitglied des Deutschen Reichstags.

## Leben
Knapp wurde 1851 in den Kreisbezirksrat gewählt und gehörte diesem bis 1865 an. Er war von 1851 bis 1857 für deb Wahlkreis IX (Limburg) Abgeordneter der Zweiten Kammer der Ständeversammlung des Herzogtums Nassau. Knapp schloss sich der liberalen Nassauischen Fortschrittspartei an. In einer Nachwahl für Philipp Rincker, der sein Mandat nicht angenommen hatte, wurde er 1859 für den Wahlkreis II (Herborn) erneut in die Kammer gewählt. 1864 erfolgte die Wahl im Wahlkreis II (Herborn) (die er nicht annahm) und im Wahlkreis XI (Runkel). Dieses Mandat nahm er bis 1866 wahr. Er war von 1863 bis 1866 Vizepräsident der Kammer. Er sprach sich dort gegen eine Anbindung an Österreich und für eine Annäherung an Preußen aus.
1867 wurde er Mitglied des Preußischen Abgeordnetenhauses, dem er zunächst bis 1870 und dann erneut von 1873 bis zu seinem Tode angehörte. Im Abgeordnetenhaus vertrat er den Wahlkreis Wiesbaden 8 (Oberlahnkreis). Ebenfalls 1867 wurde er Mitglied des Reichstages des Norddeutschen Bundes und schloss sich zunächst der Nationalliberalen Partei an, gehörte aber ab September 1867 in allen Parlamenten, in denen er vertreten war, zur Fraktion der Deutschen Fortschrittspartei. Er war Abgeordneter des Zollparlaments und seit 1871 bis zu seinem Tode 1875 war er Mitglied des Deutschen Reichstages für den Wahlkreis Regierungsbezirk Wiesbaden 4 (Diez, Limburg).

## Familie
Johannes Knapp (sein Name wird auch mit Johann angegeben, teilweise wird auch Johann IV verwendet, um ihn von seinem gleichnamigen Vater zu unterscheiden) war der Sohn des Hofbeständers des Gnadenthaler Hofs, Johann Philipp Knapp (* 1. Januar 1769 in Dauborn als Sohn des Jacob Knapp und der Eva geborene Preußer; † 4. August 1832 in Gnadenthal) und dessen Frau Elisabetha geborene Wagner (Heiratsdatum: 17. Juli 1795 in Dauborn) (* 15. Mai 1768 auf der Eufinger Mühle bei Dauborn als Tochter des Gastwirtes Johannes Wagner und dessen Frau Juliane geborene Hepp; † 15. März 1827 in Gnadenthal).
Er heiratete am 26. Oktober 1829 in Dauborn-Eufingen Elisabethe geborene Preußer (* 25. September 1807 in Eufingen; † 16. April 1867 ebenda), die Tochter von Johannes Preußer und Dorothea geborene Jäger.